# Xia Baolong
Dans ce nom chinois, le nom de famille, Xia, précède le nom personnel.
Pour les articles homonymes, voir Xia.
Xia Baolong (en chinois mandarin : 夏宝龙 ; pinyin : Xià Bǎolóng), né en décembre 1952 à Tianjin, est un homme politique chinois.
Docteur en économie, il commence sa carrière politique dans la Ligue de la jeunesse communiste. Il est vice-maire de Tianjin, gouverneur puis secrétaire du Parti communiste de la province du Zhejiang, ainsi que vice-président et secrétaire général de la 13e Conférence consultative politique du peuple chinois (CCPPC).
En février 2020, il est nommé directeur du Bureau des affaires de Hong Kong et de Macao.

## Biographie
Xia Baolong naît dans la municipalité autonome de Tianjin, dans le nord-est de la Chine.
Diplômé de l'université des Travailleurs du district de Hexi en 1980, il étudie ensuite l'économie politique à l'université de Pékin entre 1999 et 2003.
Il commence à travailler comme enseignant à Hebei et Tianjin. Il est en parallèle un responsable local de la Ligue de la jeunesse communiste chinoise. Il rejoint le Parti communiste chinois en novembre 1973. Il est ensuite secrétaire du parti et gouverneur du district de Hexi, puis vice-maire de Tianjin.
En novembre 2003, Xia est envoyé dans la province du Zhejiang pour y devenir le secrétaire adjoint du parti. Il est placé sous les ordres du secrétaire du Parti du Zhejiang d'alors, Xi Jinping. En août 2011, il devient gouverneur par intérim du Zhejiang, succédant à Lü Zushan, puis est officiellement élu gouverneur en janvier 2012. Le 18 décembre 2012, il est promu secrétaire du Parti communiste du Zhejiang, la plus responsabilité politique de la province.
Sous Xia, le Zhejiang accueille en 2016 le sommet du G20 à Hangzhou. En avril 2017, devient membre du comité de protection de l'environnement et de conservation des ressources du Congrès national du peuple.
Xia Baolong est membre suppléant lors des 15e, 16e et 17e éditions du Comité central du Parti communiste chinois, et membre de plein droit lors du 18e comité central.
En février 2020, il est nommé directeur du Bureau des affaires de Hong Kong et de Macao.

## Polémique
En 2014, Xia Baolong ordonne la destruction de plus de 1 000 croix des clochers d’églises protestantes et catholiques dans la province du Zhejiang. Cette campagne, lancée après une visite en 2013 de Xi Jinping à Wenzhou — où vit une importante minorité chrétienne —, fait partie d'une stratégie plus globale de réduction de la visibilité du christianisme dans l'espace public en Chine,.